# Ганковський потік
Ганковський потік (словац. Hankovský potok) — річка в Словаччині, ліва притока Штітніка, протікає в окрузі Рожнява.
Довжина — 11.5 км. Витік знаходиться в масиві Ревуцка-Врховина — на висоті 650 метрів. Протікає територією сіл Маркушка і Роштар.
Впадає в Штітнік на висоті 297 метрів.